# Ritrovamento di Gesù al Tempio

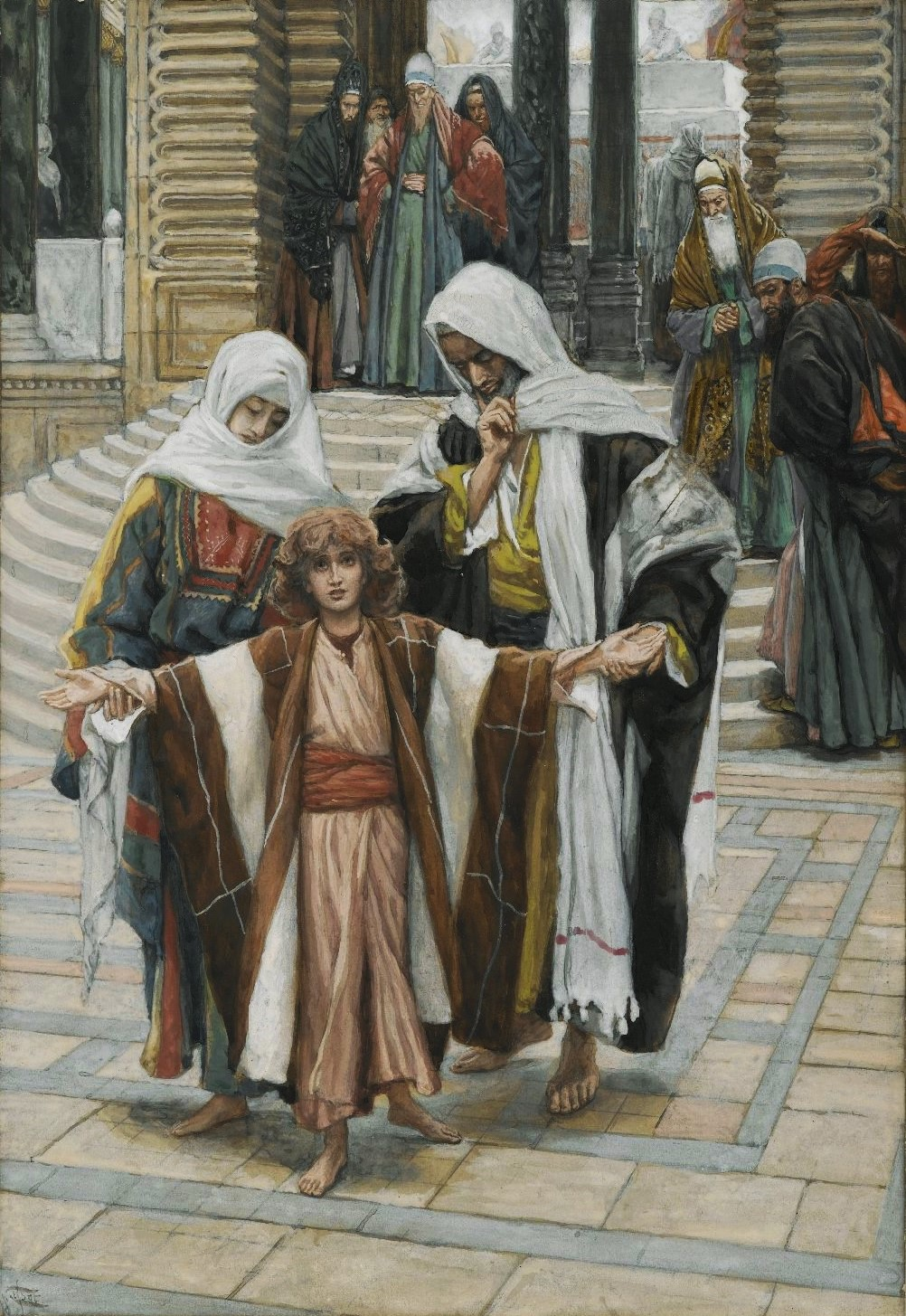
Gesù ritrovato nel tempio, acquerello dipinto da James Tissot (1886-1894; New York, Brooklyn Museum).

Il ritrovamento di Gesù al Tempio, anche chiamato Gesù tra i Dottori, è un episodio narrato nel Vangelo di Luca (2,41-50). Rappresenta l'unico episodio descritto dai vangeli circa la tarda infanzia di Gesù. Gesù dodicenne si intrattenne nel tempio di Gerusalemme con i dottori della Legge, all'insaputa dei genitori che lo ritrovarono dopo tre giorni.
Nella tradizione cattolica l'episodio costituisce il quinto mistero gaudioso della preghiera mariana del Rosario.

## Racconto evangelico
L'episodio è descritto solo nel Vangelo di Luca, secondo cui tutti gli anni i genitori di Gesù, Maria e Giuseppe, si recavano in pellegrinaggio a Gerusalemme per la festa della Pasqua ebraica.
Gesù all'età di dodici anni si reca con loro a Gerusalemme, ma, all'insaputa dei genitori, nel giorno del loro ritorno si fermò al Tempio per intrattenersi con i Dottori della Legge. Maria e Giuseppe intrapresero il viaggio di ritorno senza accorgersi della sua assenza e pensandolo nella carovana dei pellegrini. Dopo un giorno di cammino si accorsero dell'assenza di Gesù e tornarono a Gerusalemme per cercarlo. Dopo tre giorni lo trovarono nel Tempio intento a conversare con gli anziani, meravigliati della sua conoscenza delle scritture, data la sua giovane età. Ammonito da Maria, Gesù replicò «Perché mi cercavate? Non sapevate che io devo occuparmi delle cose del Padre mio?» (intendendo il Padre celeste). Giuseppe e Maria non capirono ciò che Gesù intendeva dire. Dopo l'episodio, ritornarono tutti a Nazaret. Il Vangelo di Luca, come gli altri Vangeli canonici, non fa altri riferimenti alla vita di Gesù fino all'inizio della sua attività pubblica, che secondo lo stesso Luca Gesù iniziò all'età di trent'anni.
La storia del ritrovamento di Gesù al Tempio fu in parte elaborata nella letteratura tardo-cristiana, come l'apocrifo Vangelo di Tommaso. 
Lo smarrimento di Gesù è il terzo dei Sette Dolori di Maria, e il ritrovamento al tempio è il quinto mistero gaudioso del rosario.

### Storicità e significato teologico
L'usanza tardo-ebraica di celebrare il rito di passaggio del Bar mitzvah per i tredicenni, considerata l'età in cui un ebreo avrebbe dovuto assumersi la responsabilità di imparare ed aderire ai comandamenti, ebbe inizio alcuni secoli dopo il Ritrovamento al Tempio. Esistono tuttavia riferimenti di epoche precedenti all'età della maturità religiosa, come la Baraita del I secolo del rabbino Samuel ha'Katan, secondo cui all'età di 13 anni cominciava l'obbligo di osservare i comandamenti; il ragazzo che aveva superato quest'età veniva chiamato Bar 'onshin (responsabile delle proprie azioni). Secondo quanto riferiscono alcuni autori, i bambini che stavano per compiere l'età della maturità religiosa e si recavano al Tempio di Gerusalemme avevano la possibilità di incontrare i dottori della legge e discutere con loro; l'episodio narrato da Luca non sarebbe quindi straordinario, se non fosse per il fatto che è avvenuto all'insaputa di Giuseppe e Maria e si è prolungato per tre giorni. Dal punto di vista teologico, l'episodio indica da parte di Gesù la presa di coscienza della sua missione, che Giuseppe e Maria non conoscono e non comprendono; i tre giorni che Gesù trascorre nel Tempio a Gerusalemme prefigurano quelli che trascorreranno tra la sua morte e la sua risurrezione.
Secondo altri studiosi, anche cristiani, il resoconto lucano del ritrovamento di Gesù al Tempio non è storico, sia perché vi sono inseriti episodi indipendenti che non si legano al precedente racconto della Natività (una nascita miracolosa e annunciata come tale ai genitori, i quali però si stupiscono del comportamento del figlio dodicenne al Tempio, non ricordando le origini divine dello stesso), sia perché tale schema narrativo si trova in molti testi e leggende dell'antichità, precedenti i vangeli. 
Lo storico e teologo cristiano Rudolf Bultmann osserva, ad esempio, che «questa è una storia originariamente indipendente, che non presuppone quanto la precede [la nascita miracolosa], come mostrano in particolare i vv. 48-50. siccome i genitori non hanno idea dell'importanza del loro figlio». Analogamente il teologo e sacerdote cattolico Raymond Brown, osserva le difficoltà generate nel racconto dalla «mancanza di comprensione di Gesù da parte di Maria relativa all'affermazione del v. 50, che lei e Giuseppe non capivano quando Gesù parlava del Padre suo» e probabilmente tali schemi narrativi facevano parte di tradizioni indipendenti, antecedenti i vangeli, che non comprendevano le altre tradizioni sulla Natività di Gesù e che «potrebbero essere circolate per la prima volta in circoli cristiani che ignoravano della storia dell'Annunciazione e del concepimento verginale».

Tali teologi osservano ancora che è insito in molte culture «creare storie sulla giovinezza di grandi personaggi, che anticipino la grandezza del soggetto» e «vi sono molti paralleli a questo schema» per quanto riguarda altri personaggi vissuti prima di Gesù: Alessandro Magno in Grecia, Ciro il Grande in Persia, Osiride in Egitto, Augusto a Roma, Budda in India, oltre a ricorrere in leggende cinesi; anche nell'Antico Testamento e nella cultura ebraica antecedente alla nascita di Gesù vi sono riferimenti simili e, ad esempio, le leggende ebraiche su Mosè «gli attribuiscono una straordinaria conoscenza da ragazzo e commentano come Dio gli abbia dato comprensione, statura e bellezza. Nel trattare Samuele, Giuseppe Flavio ci dice che il ragazzo iniziò a comportarsi come un profeta al compimento del suo dodicesimo anno, datando così la chiamata di Samuele a Dio nel Tempio (1Sam3,1-18). Nella Bibbia LXX, nella storia di Susanna (v. 45), il giovane Daniele (“di dodici anni”) riceve una capacità di “comprensione” che lo rende più saggio degli anziani».

Rudolf Bultmann evidenzia, inoltre, che uno degli esempi più antichi «si può trovare nella storia Egiziana di Setme Chamois [circa 1250 a.C.], figlio di re Ramses II e Grande Sacerdote del dio Ptah di Menfi e di sua moglie Meh-Usechet», i quali, dopo un lungo periodo senza prole, per intercessione divina ebbero un figlio che gli fu rivelato di chiamare Si-Osire; parallelamente al racconto del Vangelo di Luca («Il bambino cresceva e si fortificava, pieno di sapienza, e la grazia di Dio era sopra di lui. […] Quando egli ebbe dodici anni […] lo trovarono nel tempio, seduto in mezzo ai dottori, mentre li ascoltava e li interrogava. E tutti quelli che l'udivano erano pieni di stupore per la sua intelligenza e le sue risposte»), tale leggenda Egiziana riportava: «Il bambino cresceva e si fortificava […] Quando il bambino Si-Osire raggiunse l'età di dodici anni, egli era così istruito che nessun scriba o saggio poteva eguagliarlo nella lettura dei libri di magia»; anche Raymond Brown osserva, in merito al ripetersi di questi modelli leggendari, che «spesso queste storie presentano una sorprendente conoscenza mostrata in un'età tra i dieci e i quattordici anni» e «gli esempi di Mosè e Samuele spiegano perché una storia della fanciullezza di Gesù sarebbe stata collegata a una sua narrativa dell'infanzia, come preparazione per il suo ministero».

## Nell'arte

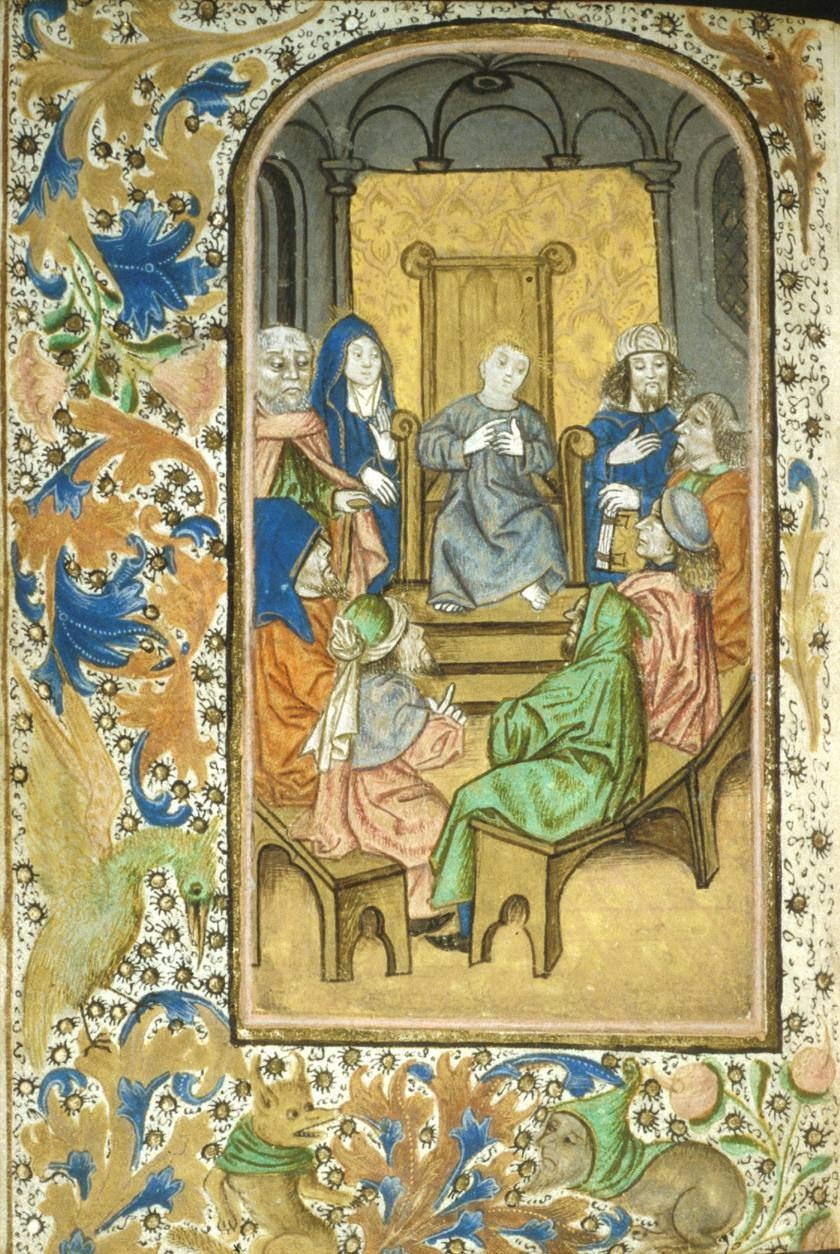
Manoscritto del XV secolo raffigurante l'episodio.

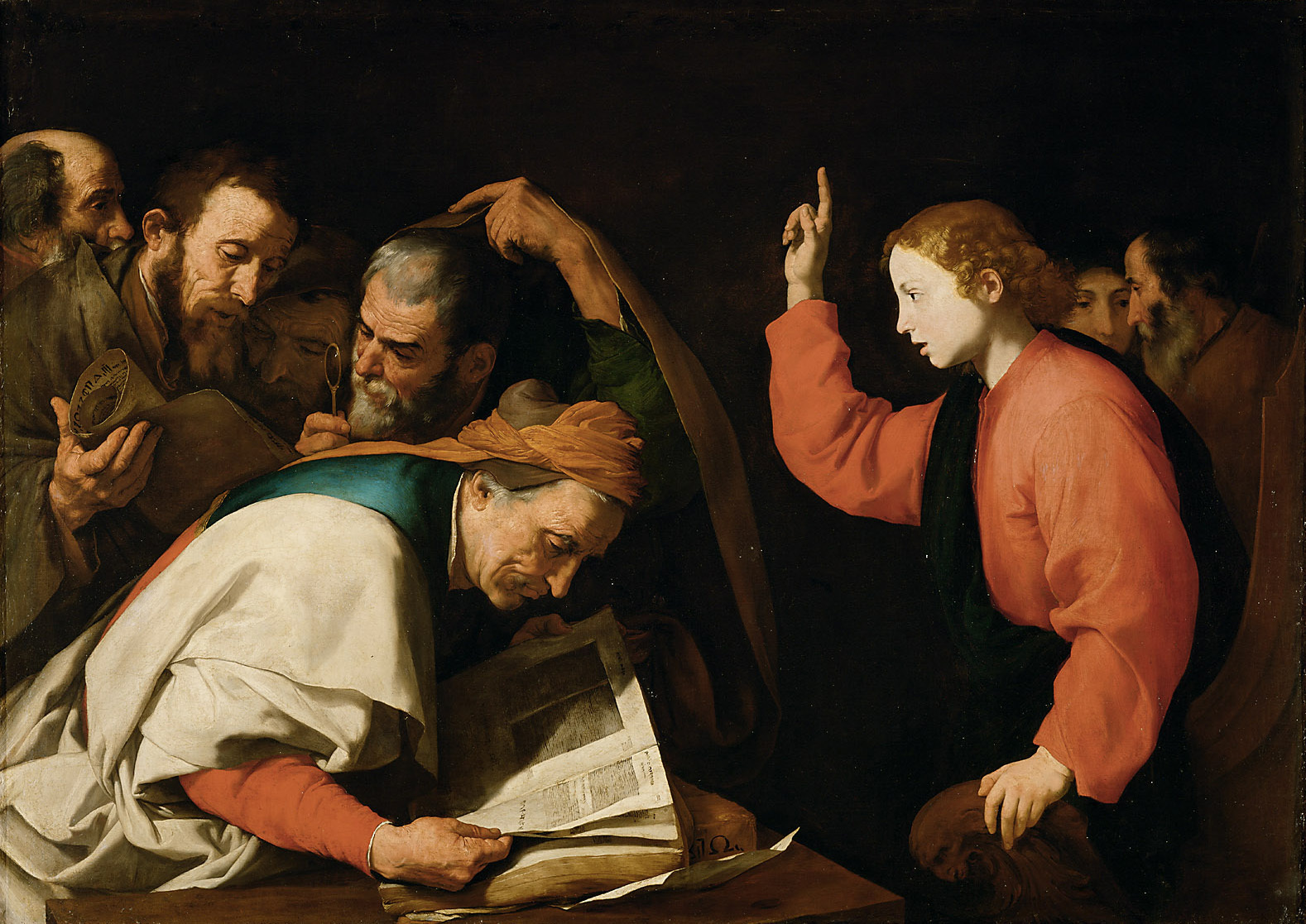
Dipinto dello Spagnoletto.

L'episodio è mostrato frequentemente nell'arte. Solitamente viene raffigurato Gesù che, seduto, discute con i Dottori del Tempio i quali, con attenzione, lo stanno ad ascoltare.
Nei primi dipinti Cristiani, Gesù è solitamente mostrato al centro, seduto su un seggio circondato dagli anziani. Tali dipinti derivano da composizioni classiche di professori di filosofia o retorica con i loro studenti, e sono simili ai dipinti medievali di letture universitarie contemporanee. Tale composizione può apparire fino a Ingres (Montauban, Museo Ingres ) e oltre. Nel primo Medioevo si mostra il momento del ritrovamento stesso, con l'inserimento, all'inizio, di Maria, e più tardi anche di Giuseppe, solitamente a sinistra della scena. Tipicamente, Gesù e i dottori, intenti nelle loro discussioni, non li hanno ancora notati. Dal XII secolo Gesù è spesso seduto su un grande trono, talvolta con un libro o un rotolo di pergamena.
Nei tardi dipinti medievali, i Dottori, che ora spesso portano o consultano grandi volumi, hanno specifici abiti ebraici, e sono talvolta raffigurati in caricature, come alcune figure nella versione di Albrecht Dürer al Museo Thyssen-Bornemisza di Madrid.
Dall'alto Rinascimento in poi, molti pittori hanno dipinto la scena, con Gesù circondato da dottori gesticolanti. Rembrandt dipinse tre opere sul soggetto (Bartsch 64-66) ed uno raffigurante una scena molto più insolita di «Gesù che torna dal Tempio con i suoi genitori» (B 60). Il pittore preraffellita William Holman Hunt dipinse una versione detta Il ritrovamento del Salvatore al Tempio, ora a Birmingham, come uno dei soggetti dalla vita di Gesù, per il quale viaggiò in Terra Santa per studiare i dettagli del luogo.
Il soggetto ha attratto pochi artisti dal XIX secolo, e uno degli ultimi dipinti degno di nota può essere quello dipinto, come copia di un Vermeer, dal falsario Han van Meegeren di fronte alla polizia danese per dimostrare che i quadri che aveva venduto a Göring erano falsi.
Nel XX secolo, l'episodio di Gesù dodicenne che predica fra i dottori del Tempio è scolpito nella Basilica della Sagrada Familia a Barcellona, nella Facciata della Natività, in corrispondenza del Portale della Fede, accanto all'episodio della presentazione al Tempio e alla figura di Gesù falegname.

### Riferimenti
1. ↑   Lc 2,41-50, su La Parola - La Sacra Bibbia in italiano in Internet.
2. ↑  Cf. commentario a  Luca 2, 42, su laparola.net. in laparola.net.
3. ↑  (EN) Marcus Jastrow e Kaufmann Kohler, Bar Mizwah, in Jewish Encyclopedia. URL consultato il 30 maggio 2024.
4. ↑  Robert Aron, Gli anni oscuri di Gesù, Mondadori, 1963.
5. ↑  Joseph Ratzinger, L'infanzia di Gesù, 2012.
6. ↑  (EN) Rudolf Bultmann, History of the Synoptic Tradition, Hendrickson Publisher, 1963,  p. 300, ISBN 1-56563-041-6.
7. ↑  «Al vederlo restarono stupiti e sua madre gli disse: “Figlio, perché ci hai fatto così? Ecco, tuo padre e io, angosciati, ti cercavamo”. Ed egli rispose: “Perché mi cercavate? Non sapevate che io devo occuparmi delle cose del Padre mio?”. Ma essi non compresero le sue parole» ( Lc2,48-50, su laparola.net.).
8. ↑  (EN) Rudolf Bultmann, The Birth of the Messiah, Doubleday, 1993,  pp. 444, 477, 483-484, 489, 492-494, 689, ISBN 0-385-47202-1.
9. ↑  (EN) Rudolf Bultman, History of the Synoptic Tradition, Hendrickson Publisher, 1963,  pp. 300-301, ISBN 1-56563-041-6. (EN) Raymond E. Brown, The Birth of the Messiah, Doubleday, 1993,  pp. 481-482, ISBN 0-385-47202-1.
10. ↑  (EN) Raymond E. Brown, The Birth of the Messiah, Doubleday, 1993,  p. 482, ISBN 0-385-47202-1.
11. ↑  (EN) Rudolf Bultman, History of the Synoptic Tradition, Hendrickson Publisher, 1963,  pp. 300-301, ISBN 1-56563-041-6.
12. ↑   Lc2,40-47, su laparola.net..
13. ↑  (EN) Raymond E. Brown, The Birth of the Messiah, Doubleday, 1993,  pp. 482-484, ISBN 0-385-47202-1.
14. ↑   Francesco: nella Sagrada Familia i pellegrini siano accolti in clima di preghiera - Vatican News, su www.vaticannews.va, 17 febbraio 2024. URL consultato il 2 giugno 2024.